# Гилкожа
Ги́лкожа (карел. Hilkoi) — деревня в составе Ведлозерского сельского поселения Пряжинского района Республики Карелия.

## Общие сведения
Расположена на западном берегу озера Тулмозеро.

## История
В 1760—70-х годах действовал Туломозерский партикулярный завод, построенный близ деревни Гилкожа. Владельцем был олонецкий купец Иван Степанович Бармин. По описи И. С. Бармина, составленной в 1779 году, на заводе имелись: плотина, домна 1777 года постройки, молотовая фабрика с тремя молотами и четырьмя горнами, якорная фабрика с тремя молотами, кузница для изготовления кос и топоров, «сыродутная крицовая фабрика», фурмовая; также при заводе имелись лесопильная и мукомольная мельницы. Производство остановилось из-за недостатка капиталов и осложнений с вольнонаёмной рабочей силой в условиях стремительного развития в регионе лесной промышленности. К настоящему времени следов завода не сохранилось.

## Население
| 2002 | 2010 | 2013 |
| ---- | ---- | ---- |
| 0    | →0   | →0   |